# Caroli kyrka, Malmö

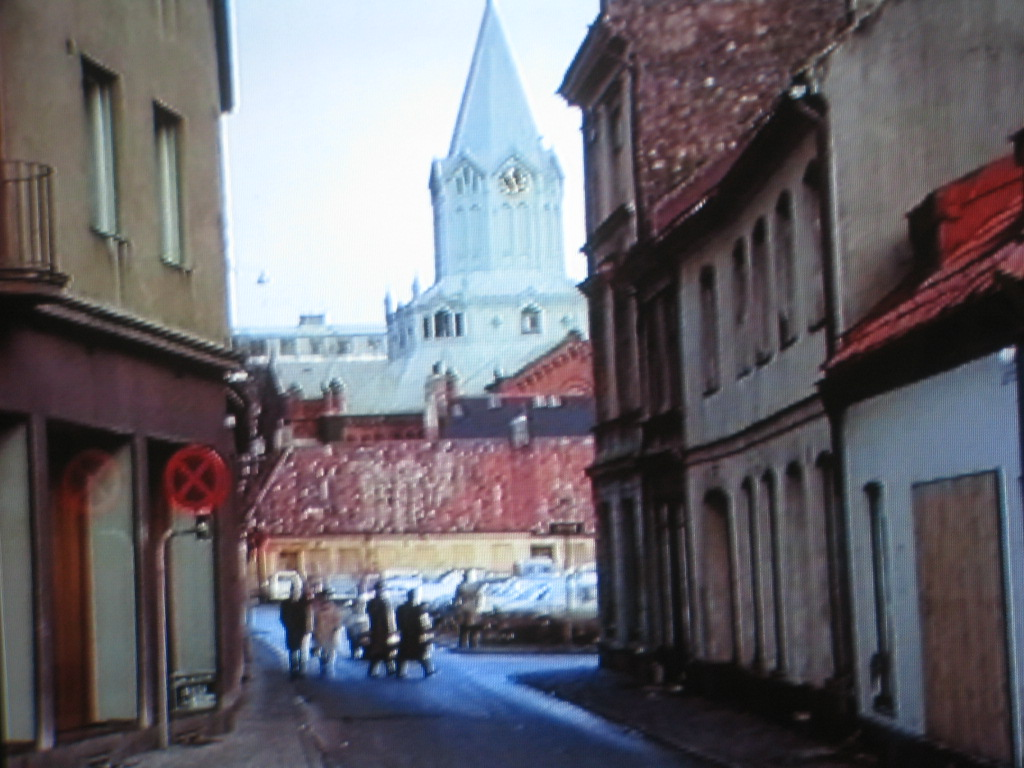
Caroli kyrka 1968, innan Caroli City byggdes.

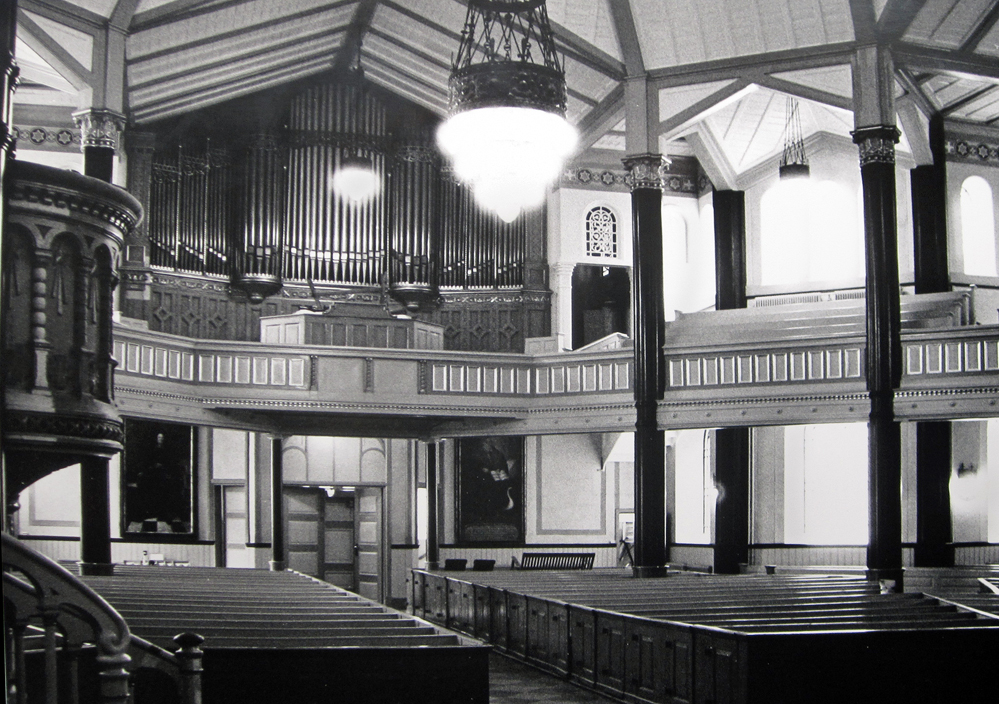
Caroli kyrka 1990. (orgel)

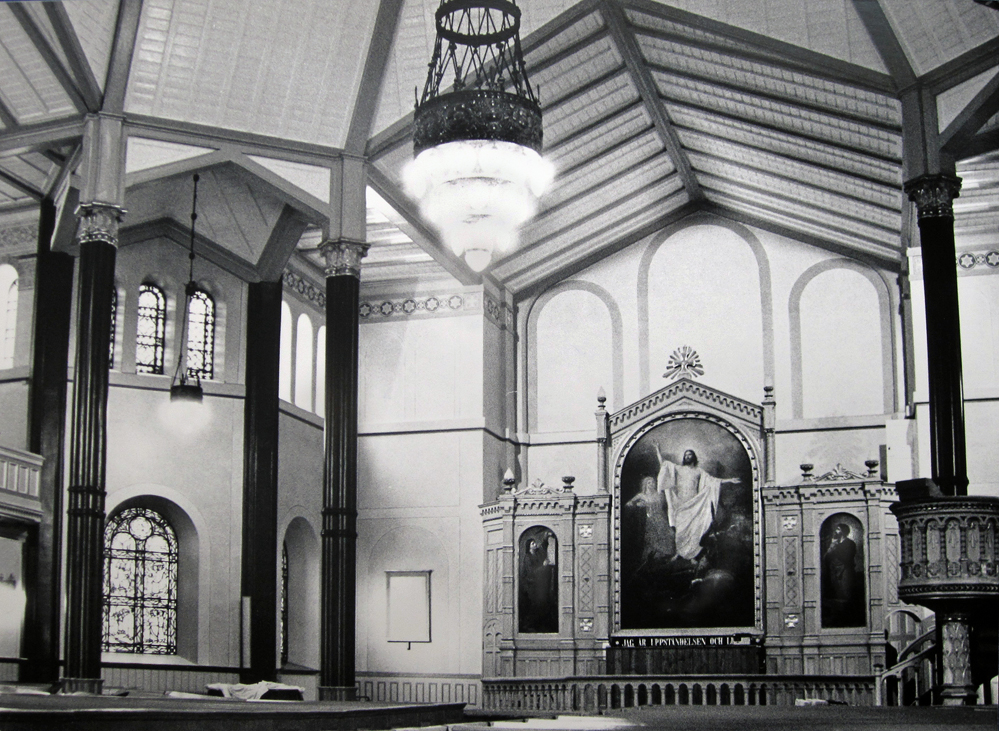
Caroli kyrka 1990. (altare)

Caroli kyrka (uttal /kaˈroːlɪ/ karå´li, förr även /kaˈruːlɪ/ karo´li) är en kyrkobyggnad i Malmö och som ligger vid Östergatan och Kattsundsgatan. Den stod färdig 1880 efter ritningar av Emil Viktor Langlet, men hade påbörjats 1879 då den äldre Caroli kyrka revs. Som kyrka tillhörde den från 1949 Sankt Petri församling i Lunds stift. Den avsakraliserades 2010 och används inte längre för gudstjänster. Caroli kyrka såldes hösten 2009; köpare var ägaren till den närbelägna gallerian Caroli City.

## Historia

### Gamla kyrkan
På 1600-talet bodde många tyskar som var handelsmän och hantverkare i Malmö. För att delta i gudstjänst åkte de över sundet till tyska kyrkor i Köpenhamn. Efter Roskildefreden 1658 blev det omöjligt. Malmötyskarna bestämde sig då för att bygga en egen kyrka i Malmö. Kyrkan byggdes sedan Karl XI gett, efter den tyska menighetens ansökan, tillstånd att bilda en egen tysk församling år 1683. På platsen för kyrkan skall tidigare en gård ägd av David Kröger legat. Den brann ner år 1677 och platsen lämnades öde. Kyrkan blev uppförd av granitsten och av bränd sten. Material hämtades bland annat från andra av kungen utsedda kyrkor som skulle rivas, bland annat från Dalby kyrka. Tornet hade 6 våningar, var fyrkantigt med omkretsen 7,7 meter och var 24,9 meter högt från fot till under tak. Där var trätrappor från första till sjätte våningen. Golvet i de fem övre våningarna var av plankor och bräder. Ett ekbjälklag var inrett för kyrkklockorna. Tre urtavlor av koppar satt på tre sidor strax under kupolen. Från början fanns en annan taköverbyggnad på tornet som 1836 blev utbytt mot ett plattare tak. Över skeppet var takstolarna av furuträ. Skeppets längd var 29,7 meter, 11,8 meter brett och totalt 16,5 meters höjd från fot till kroppåsen. På insidan var väggarna limfärgade. Det välvda trätaket var dels limfärgat och dels försett med oljemålningar av djävlar och andra avgrundsfigurer. Norra och södra väggarna hade 2 nischer. Golvet vid entrén var i huggen sten och i skeppet av gul, röd och svart Höganässten infattade i fyrkantiga rutor. Bygget av kyrkobyggnaden utfördes 1686-1693. Den 1 oktober 1693 invigdes kyrkan vid namn av Caroli kyrka efter kungen och vars namnskiffer placerades i porten. Den kallades också allmänt för "tyskkyrkan" medan S:t Petri kyrka kallades för "svenskkyrkan". Kyrkan hade en öst-västlig riktning. Till kyrkan hörde en kyrkogård som upphörde då den nya kyrkan skulle uppföras. Kyrkan låg i Carolikvarteren vid nuvarande Caroli City. Miljön runtom kyrkan har dock förändrats avsevärt sedan dess, då medeltida gator som gått nära kyrkan försvann under 1970-talet. Fram till 1778 hölls gudstjänsterna enbart på tyska. Efter 1831 hölls alla gudstjänsterna på svenska medan aftonsången hölls på tyska.

### Nya kyrkan
Man beslutade 1879 att riva den gamla Caroli kyrka och att församlingen skulle bli helt svensk. En anledning var att kyrkan helt enkelt var för liten när församlingen blev större. Samtidigt byggdes Sankt Pauli kyrka sedan man kommit fram till att bygget av Caroli kyrka skulle bli ganska kostsam. Man beslöt att istället bygga båda kyrkorna ”för samma summa”.  Båda kyrkorna var ritade av stockholmsarkitekten Emil Viktor Langlet. Kyrkan blev uppförd  på entreprenad av den kände kyrkobyggmästaren Nils Andersson, Malmö, i rött tegel med från början kopparfärgmålade zinkplåtar på taket, senare ett mintgrönt plåttak. Det finns ett torn i mitten av kyrkan som har ett grekiskt kors högst upp. Kyrkans utseende föll inte i god jord hos alla där några liknade den med en cirkusbyggnad. Teglet hade en liknande snusbrun färg enligt några. 
Tornuret är tillverkat och uppsatt av fabrikör Fredrik Wilhelm Tornberg från Stockholm, konstruktionen var prisbelönt vid dåvarande världsutställning i England. 
I teglet på utsidan av kyrkans norra sida, sitter gravstenar inmurade över Frans Suell och hans hustru Anna Suell. Dessa var tidigare insatta i den gamla kyrkans norra yttermur men blev vid gamla kyrkans rivning, renoverade av stenhuggare Erasmus Grönvall och insatta i en fristående större minnesvård på baksidan om en större gravsten där norra ingången till Caroli köpcenter finns, för att någon gång på 1900-talet gravstenarna åter insattes i den nya kyrkans yttermur. Om Frans Suell står att han var en framgångsrik köpman och entreprenör och vars frånfälle blev mycket saknat av Malmö samhälle. Om Anna Suell står det: ”hon var ej övermodig i lyckans dagar. Fördrog med sinnesstyrka dess föränderlighet, tänkte klokt, handlade ädelt. Levde och dog som en sann cristen". Kyrkklockorna behölls från den gamla kyrkan. 
Det enda som finns kvar av den gamla tyska kyrkan är sockeln och portalerna i nuvarande Caroli kyrka.Den 19 december år 1880 kunde biskop Wilhelm Flensburg med assistans av Lunds stifts Domprost Carl Olbers, teologie professorerna Carl Wilhelm Skarstedt och Clas Warholm, även hovpredikanten prosten Johan Axel Olin, teol. adj. Axel Gottfrid Billing, kyrkoherdarna dr. Ephraim Bager och Severin Frithiof Fredlund  samt församlingens egen kyrkoherde och komminister Johan Henrik Hägglund och Jöns Nilsson Gertz, inviga den nya svenska Caroli kyrka. Man kan se likheter om man jämför Sankt Pauli kyrka och Caroli kyrka. Formen på kyrkorna är lika och båda kyrkorna har höga plåttak och spetsigt torn. Denna byggnadstyp kallas centralkyrka och är inspirerad av de österländska rundkyrkorna. Dopfunt, predikstol, altare och platsen för kör och orgel finns väl samlade. Från detta skiljer sig Caroli kyrka något, då man har placerat orgelläktaren i väst medan altaret, predikstolen och dopfunten har sina platser i öst.

### Nya kyrkans vidare öde
Caroli församling inom Svenska kyrkan upphörde 1949. Det var tal om att kyrkan skulle bli frikyrka eller att den skulle utnyttjas som bostadshus. Beslutet blev att kyrkan skulle få finnas kvar. En förening vid namn Caroli kyrkas vänner fick sköta kyrkan. 2000-2009 hyrdes kyrkan ut till Musikhögskolan i Malmö, som höll konserter i lokalen. 2009 såldes kyrkobyggnaden till dåvarande ägarna av Caroli City köpcenter, Carnegie Fastigheter Sverige AB. 2010 blev Caroli kyrka avsakraliserad. Nya ägare är Klövern AB. 2020 påbörjades en omfattande restaurering av kyrkbyggnaden då den börjat förfalla. Ny takplåt sattes upp och renovering av tornuret gjordes. Hela fasaden vidgjordes. Även de inmurade gravstenarna i yttermurarna blev renoverade. 2021 utbjöds den f. d. kyrkan till försäljning. Samtidigt skulle också en inre renovering göras.

## Inventarier
- Altartavlan är bevarad, men flyttad till den nya tyska kyrkan i Friluftsstaden. Den var en gåva från handlaren Henrik Dieden i Malmö.
- Österländskt inspirerade takkronor
- Dopfunt skuren i ek.
- Den altartavla som idag är uppsatt i Caroli kyrka är målad av professor Mårten Eskil Winge och blev precis klar till invigningen december 1880. Huvudmotivet på mittavlan är en bild av Jesu uppståndelse. På de två sidotavlorna finns bilder på apostlarna Petrus och Johannes.

### Orglar
- 1837 byggde Pehr Zacharias Strand, Stockholm en orgel med 10 stämmor. Den blev invigd under Högmässan söndagen den 3 december 1837 på Mikaelsdagen av Prosten Angelin. Orgeln flyttades till Vanstads kyrka.
- 1881 byggde Anders Victor Lundahl, Malmö en orgel med 25 stämmor. (Blev avsynad 27 maj 1881 av direktör Lundh från Stockholm och kapellmästare Gnospelius från Lund.)[7] Hans budgetförslag valdes bland 7 andra orgelbyggfirmors, bland annat tre utländska.
- Den nuvarande pneumatiska läktarorgeln är byggd 1921 av E F Walcker & Co i Ludwigsburg, Tyskland. Orgeln har fria  och fasta kombinationer och registersvällare. Walcker byggde ett antal orglar i Sverige mellan 1914 och 1956. Denna är den enda som finns kvar i originalskick. Orgeln renoverades 1988 av A. Mårtenssons Orgelfabrik AB, Lund.

| Manual I         | Manual II                   | Manual III               | Fjärrverk I       | Pedal             | Koppel     |
| Principal 16'    | Bourdon 16'                 | Bourdon 16'              | Echo Bourdon 8'   | Flöjtbass 16'     | I/P        |
| Principal 8´     | Flötenprincipal 8'          | Geigenprincipal 8'       | Liebes Geige 8'   | Subbass 16'       | II/P       |
| Hohlflöte 8'     | Gemshorn 8'                 | Flauto amabile 8'        | Vox angelica 8'   | Gedecktbass 16'   | III/P      |
| Bourdon 8'       | Konzertflöte 8'             | Dulciana 8'              | Viola d'amour 4'  | Salicetbass 16'   | II/I       |
| Salicional 8'    | Quintatön 8'                | Violine 4'               | Campanel 4-5 fach | Violonbass 16'    | III/I      |
| Gamba 8'         | Aeolin 8'                   | Piccolo 2'               | Vox humana 8'     | Quintbass 10 2/3' | III/II     |
| Oktava 4'        | Voix celeste 8'             | Harmonia aetheria 3 fach |                   | Bourdonbass 8'    | II 4'/I    |
| Rohrflöte 4'     | Principal 4'                | Oboe 8'                  |                   | Cello 8'          | III 4'/III |
| Oktava 2'        | Traversflöte 4'             | Crescendosvällare        |                   | Offenbass 4'      |            |
| Cornett 3-6 fach | Flautino                    |                          |                   | Posaune 16'       |            |
| Mixtur 5 fach    | Progressio harmonica 4 fach |                          |                   |                   |            |
| Trompete 8'      | Basson 16'                  |                          |                   |                   |            |
|                  | Trompete 8'                 |                          |                   |                   |            |
|                  | Clarion 4'                  |                          |                   |                   |            |
|                  | Crescendosvällare           |                          |                   |                   |            |